# 21P/Giacobini-Zinner

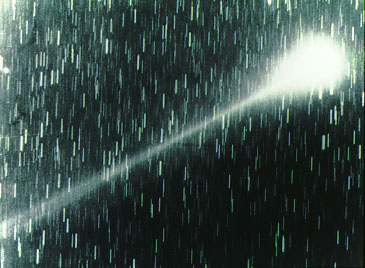
21P/Giacobini-Zinner

El 21P/Giacobini-Zinner es un cometa cuyo período es de 6,621 años. Las características de su órbita respecto de la órbita terrestre hacen que, de cada dos revoluciones, una de ellas sea favorable para su observación, ya que el cometa pasa entonces relativamente cerca de la Tierra. Esa circunstancia ocurre el 9 o 10 de octubre y entonces se observa la lluvia de meteoros de las Giacobínidas o Dracónidas (llamadas así porque su radiante u origen aparente se sitúa en la constelación del Dragón). El cometa recibe este nombre por sus descubridores, Michel Giacobini y Ernst Zinner, quienes lo avistaron por primera vez el 20 de diciembre de 1900.
El 11 de septiembre de 1985 se convirtió en el primer cometa en ser visitado por una nave espacial: la sonda ICE/ISEE 3.

## Elementos orbitales
- Época = 6 de marzo de 2006
- Semieje mayor (a) = 3,526 UA
- Perihelio = 1,038 UA
- Afelio = 6,014 UA
- Excentricidad (e) = 0,7056
- Periodo de revolución (P)= 6,621 años
- Inclinación (i) = 31,8108°
- Próximo perihelio = 2018
- Designación actual = 21P/Giacobini-Zinner